# Lista de arranha-céus da Coreia do Sul
Esta é uma lista dos maiores arranha-céus da Coreia do Sul, classificados por altura. Somente edifícios acima de 200 metros estão incluídos. A Lotte World Tower, em Seul, tem 555 m quando e foi concluída em 2017, tornando-se o 5º arranha-céu mais alto do mundo. A Busan Lotte World Tower, em Busan, terá 510 m após a sua conclusão em 2016.

## Lista dos arranha-céus mais altos concluídos
Esta lista contém os edifícios concluídos na Coreia do Sul com altura mínima de 200 metros.
| Posição | Nome                              | Imagem                                                                         | Altura m | Andares | Ano  | Cidade   | Notas                                                                           |
| ------- | --------------------------------- | ------------------------------------------------------------------------------ | -------- | ------- | ---- | -------- | ------------------------------------------------------------------------------- |
| 1       | Lotte World Tower                 |                                                                                | 555      | 123     | 2017 | Seul     | Mais alto edifício da Coreia do Sul e o 5° mais alto do mundo                   |
| 2       | Busan Lotte Twon Tower            |                                                                                | 510      | 108     | ---- | Busan    | Este será o edifício mais alto de Busan quando for concluido                    |
| 3       | Northeast Asia Trade Tower        |                                                                                | 305      | 68      | 2011 | Incheon  |                                                                                 |
| 4       | Haeundae We've the Zenith Tower A | Ficheiro:Haeundae We've the Zenith and I'Park Marina in Busan, South Korea.jpg | 301      | 80      | 2011 | Busan    | Mais alto edifício residencial da Coreia do Sul e o mais alto edifício de Busan |
| 5       | Haeundae We've the Zenith Tower B | Ficheiro:Haeundae We've the Zenith and I'Park Marina in Busan, South Korea.jpg | 282      | 75      | 2011 | Busan    |                                                                                 |
| 6       | Haeundae We've the Zenith Tower C | Ficheiro:Haeundae We've the Zenith and I'Park Marina in Busan, South Korea.jpg | 265      | 71      | 2011 | Busan    |                                                                                 |
| 7       | Samsung Tower Palace 3 – Tower G  |                                                                                | 264      | 69      | 2003 | Seul     | Mais alto edifício residencial de Seul                                          |
| 8       | Mok-dong Hyperion Towers          |                                                                                | 256      | 69      | 2003 | Seul     |                                                                                 |
| 9       | 63 Building                       |                                                                                | 249      | 69      | 1985 | Seul     | Quando concluído em 1985, era o mais alto edifício da Ásia                      |
| 10      | Metapolis101                      | Ficheiro:(49) Metapolis.jpg                                                    | 249      | 66      | 2010 | Hwaseong |                                                                                 |
| 11      | Metapolis104                      | Ficheiro:(49) Metapolis.jpg                                                    | 247      | 66      | 2010 | Hwaseong |                                                                                 |
| 12      | The First World Tower 1           |                                                                                | 235      | 65      | 2009 | Incheon  |                                                                                 |
| 12      | The First World Tower 2           |                                                                                | 235      | 64      | 2009 | Incheon  |                                                                                 |
| 12      | The First World Tower 3           |                                                                                | 235      | 64      | 2009 | Incheon  |                                                                                 |
| 12      | The First World Tower 4           |                                                                                | 235      | 64      | 2009 | Incheon  |                                                                                 |
| 13      | Tower Palace One Tower B          |                                                                                | 234      | 66      | 2003 | Seul     |                                                                                 |
| 14      | Trade Tower                       |                                                                                | 228      | 55      | 1988 | Seul     |                                                                                 |
| 15      | Metapolis102                      | Ficheiro:(49) Metapolis.jpg                                                    | 224      | 60      | 2010 | Hwaseong |                                                                                 |
| 16      | Cluster Tower 1                   |                                                                                | 215      | 66      | 2011 | Cheonan  |                                                                                 |
| 17      | Centum Fiesta Towers Tower A      | Ficheiro:Centum City.jpg                                                       | 210      | 65      | 2008 | Busan    |                                                                                 |
| 17      | Centum Fiesta Towers Tower B      | Ficheiro:Centum City.jpg                                                       | 210      | 65      | 2008 | Busan    |                                                                                 |
| 18      | Tower Palace One Tower A          |                                                                                | 209      | 59      | 2002 | Seul     |                                                                                 |
| 18      | Tower Palace One Tower C          |                                                                                | 209      | 59      | 2002 | Seul     |                                                                                 |
| 19      | Gangnam Finance Center            |                                                                                | 204      | 45      | 2000 | Seul     |                                                                                 |
| 20      | Metapolis103                      | Ficheiro:(49) Metapolis.jpg                                                    | 203      | 55      | 2010 | Hwaseong |                                                                                 |
| 21      | Taehwa-River Iaan Exodium Tower 1 |                                                                                | 201      | 54      | 2010 | Ulsan    |                                                                                 |
| 21      | Taehwa-River Iaan Exodium Tower 2 |                                                                                | 201      | 54      | 2010 | Ulsan    |                                                                                 |
| 22      | Seomyeon Posco - The Central Star |                                                                                | 200      | 58      | 2011 | Busan    |                                                                                 |
| 22      | Centrum Leadersmark               |                                                                                | 200      | 46      | 2008 | Busan    |                                                                                 |
| 22      | Samsung Electronics Headquarters  |                                                                                | 200      | 44      | 2008 | Seul     |                                                                                 |

## Lista dos arranha-céus mais altos em construção
Esta lista contém os edifícios em construção ou não concluídos na Coreia do Sul com altura mínima prevista de 200 metros.
| Nome                                     | Altura m | Andares | Ano  | Cidade  | Notas |
| ---------------------------------------- | -------- | ------- | ---- | ------- | ----- |
| Lotte World Tower                        | 555      | 123     | 2014 | Seul    |       |
| Busan Lotte World Tower                  | 510      | 110     | 2016 | Busan   |       |
| Busan International Finance Center       | 338      | 63      | 2015 | Busan   |       |
| Haeundae l'Park Marina Tower 2           | 292      | 72      | 2011 | Busan   |       |
| Three International Finance Center       | 279      | 55      | 2012 | Seul    |       |
| Parc 1 - Tower B                         | 271      | 59      | 2012 | Seul    |       |
| WBC The Palace Towers - Tower 1          | 265      | 71      | 2011 | Busan   |       |
| WBC The Palace Towers - Tower 2          | 265      | 71      | 2011 | Busan   |       |
| Cyclone Tower                            | 250      | 55      | 2014 | Cheonan |       |
| Haeundae l'Park Marina - Tower 1         | 249      | 66      | 2011 | Busan   |       |
| The Federation of Korean Industries Hall | 244      | 50      | 2014 | Seul    |       |
| Jungdong Gumho Richensia Towers          | 238      | 66      | 2014 | Bucheon |       |
| Tanhyun Doosan We've The Zenith Towers   | 230      | 59      | 2014 | Goyang  |       |
| Jeju Dream Towers - Tower A              | 218      | 62      | 2013 | Jeju    |       |
| Jeju Dream Towers - Tower B              | 218      | 62      | 2013 | Jeju    |       |
| The Ocean Resort                         | 201      | 43      | 2012 | Yeosu   |       |

## Lista dos arranha-céus mais altos aprovados
Esta lista contém os edifícios que foram aprovados para serem construídos na Coreia do Sul com altura mínima prevista de 200 metros.
| Nome                                     | Altura m | Andares | Ano  | Cidade | Notas                                                                                        |
| ---------------------------------------- | -------- | ------- | ---- | ------ | -------------------------------------------------------------------------------------------- |
| Seoul Lite                               | 640      | 133     | 2017 | Seul   | Quando concluído, será o edifício mais alto da Coreia do Sul e o terceiro mais alto do mundo |
| Dream Hub Landmark Tower                 | 620      | 111     | 2016 | Seul   |                                                                                              |
| Hyundai Global Business Center           | 540      | 110     | 2016 | Seul   |                                                                                              |
| Parc 1 - Tower A                         | 338      | 68      | 2013 | Seul   |                                                                                              |
| Seoul Forest E - Convenient World Towers | 207      | 51      | 2013 | Seul   |                                                                                              |

### Lista dos arranha-céus mais altos propostos
Esta lista contém os edifícios que foram propostos para serem construídos na Coreia do Sul com altura mínima prevista de 200 metros.
| Nome                                        | Altura m | Andares | Ano  | Cidade   | Notas |
| ------------------------------------------- | -------- | ------- | ---- | -------- | ----- |
| Incheon Tower                               | 487      | 102     | 2015 | Incheon  |       |
| Triple Square Resort                        | 478      | 118     | 2016 | Busan    |       |
| Cheongna City Infinity Tower                | 450      | 110     |      | Incheon  |       |
| Solomon Tower                               | 450      | 111     | 2016 | Busan    |       |
| Yongsan Hotel Landmark Tower                | 336      |         |      | Seul     |       |
| Gwangyo Business Park Landmark Tower        | 320      | 80      | 2016 | Suwon    |       |
| Songdo Science Village Landmark Tower       | 300      | 70      | 2013 | Incheon  |       |
| Posco the # Unique Tower Complex            | 260      | 71      | 2014 | Busan    |       |
| American City Queendom Seoul Landmark Hotel | 250      | 74      | 2014 | Seul     |       |
| Hallyu World International Business Center  | 250      | 50      | 2014 | Goyang   |       |
| Songdo Overseas Korean Center Towers        | 248      | 72      | 2013 | Incheon  |       |
| Dongtan Posco The Media Center              | 240      | 57      | 2013 | Hwaseong |       |
| Berjaya Jeju Resort Tower 1                 | 240      | 50      | 2014 | Hwaseong |       |
| Gwanggyo Ekonhill                           | 225      | 56      | 2013 | Suwon    |       |
| Sungui Arena Park Tower B                   | 220      | 52      | 2013 | Incheon  |       |
| Sungui Arena Park Tower C                   | 215      | 51      | 2013 | Incheon  |       |
| Daeduk Office Tower A                       | 205      | 51      | 2013 | Incheon  |       |
| Daeduk Office Tower B                       | 205      | 51      | 2013 | Incheon  |       |
| Busan International Finance Center Tower 2  | 200      | 51      | 2013 | Busan    |       |
| Sungui Arena Park Tower A                   | 200      | 47      | 2013 | Incheon  |       |

## Lista das estruturas mais altas
| Posição | Nome                       | Altura (m) | Cidade | Uso                     | Conclusão |
| ------- | -------------------------- | ---------- | ------ | ----------------------- | --------- |
| 1       | N Seoul Tower              | 237        | Seoul  | Observação/Comunicações | 1975      |
| 2       | Woobang Tower              | 202        | Daegu  | Observação              | 1992      |
| 3       | Hwaseong Observation Tower | 200        | Suwon  | Observação              | 2002      |
| 4       | Busan Tower                | 120        | Busan  | Observação              | 1973      |